# Талачински рејон
Талачински рејон (блр. Талачынскі раён; рус. Толочинский район) административна је јединица другог нивоа на југу Витепске области у Републици Белорусији. 
Административни центар рејона је град Талачин. 

## Географија
Талачински рејон обухвата територију површине 1.498,56 км² и на 15. је месту је по површини међу рејонима Витепске области. Рејон је на југу ограничен са Могиљовском облашћу (Кругљански и Шкловски рејони) док је на западу Минска област (Крупкијски рејон). На северу се налазе Чашнички и Сененски, док је на истоку Оршански рејон (сви рејони Витепске области). 
Подручје рејона налази се у регији Оршанског побрђа, са просечним надморским висинама између 200 и 240 метара. Највиша тачка налази се код села Секавици и лежи на 255 метара висине. 
На територији овог рејона налази се развође Балтичког и Црноморског слива. Најважније реке су Друт, Березовка, Бобр, Адров и други мањи водотоци.
Око трећине територије рејона је под шумама, највише у западном и југозападном делу. Мочваре обухватају око 2% површина.

## Историја
Рејон је успостављен 17. јула 1924. године. 

## Демографија
Према резултатима пописа из 2009. на подручју Талачинског рејона живело је 28.565 становника или у просеку 19,06 ст/км².
| 1959.  | 1970.  | 1979.  | 1989.  | 1999.  | 2009.  |
| ------ | ------ | ------ | ------ | ------ | ------ |
| 57.942 | 50.450 | 44.364 | 40.869 | 36.418 | 28.565 |

Основу популације чине Белоруси са 92,02% и Руси са 5,46%. На све остале отпада око 2,49% популације. 
Административно, рејон је подељен на подручје града Талачина који је уједно административни центар рејона и на варошицу Коханава, те на 7 сеоских општина. На територији рејона постоји укупно 268 насељених места.

## Саобраћај
Преко територије рејона пролази међународни аутопут и железница Брест—Минск—Москва. 